# Дю Фаржи, Шарль д’Анжен
Шарль д’Анжен (фр. Charles d'Angennes; ок. 1585 — после 1645), сеньор дю Фаржи (du Fargis)— французский генерал и дипломат.

## Биография
Сын Филиппа д’Анжена, сеньора дю Фаржи, и Жанны д'Альвен-Пьен.
Граф де Ла-Рошпо (по праву жены), государственный советник.
Посол в Испании в 1618—1629 годах. 5 марта 1626 заключил с испанцами Монсонский договор, урегулировавший Вальтеллинский вопрос, но вызвавший недовольство у граубюнденцев и итальянских союзников Франции. Кардинал Ришельё и отец Жозеф дезавуировали действия посла и в дальнейшем условия соглашения были пересмотрены. Сам Анжен 22 августа 1626 получил в подарок 18 000 ливров.
По возвращении из посольства дю Фражи стал приближенным герцога Орлеанского, которого в июле 1632 сопровождал в поездке в Испанию, а вернувшись в августе во Францию, сражался на стороне принца при Кастельнодари. После этого боя уехал в Брюссель, где предложил инфанте Изабелле принять в своих владениях герцога.
В 1634 году вернулся во Францию вместе с Гастоном; 14 февраля 1635 был арестован и помещен в Венсенский замок.
Кампмаршал (22.04.1644), служил под командованием герцога Орлеанского при осаде Гравелина. В 1645 году был назначен государственным советником, после чего оставил военную службу.

## Семья
Жена (1609): Мадлен де Сийи (ок. 1590 — начало сентября 1639, Лувен), графиня де Ла-Рошпо, камеристка Анны Австрийской (1626—1631), дочь Антуана де Сийи, графа де Ла-Рошпо, и Мари де Ланнуа д'Амерокур
Дети:
- Шарль (9.11.1613—2.08.1640), граф де Ла-Рошпо. Убит при штурме Аррасских линий. Был холост
- Мари, ум. ребенком
- Генриетта (ок. 1618—3.06.1691). Монахиня в Пор-Ройяль-де-Шан. После смерти брата шесть лет сопротивлялась попыткам отца выдать ее замуж. В монашестве называлась Мари де Сент-Мадлен. Приоресса аббатства (1660), избрана аббатисой 28 июля 1669, пробыла на этом посту девять лет, затем еще раз в 1684—1690 годах. Ослепла за тринадцать лет до смерти